# Liste der Präsidenten Portugals
Dies ist eine Liste der Präsidenten Portugals seit dem Ende der Monarchie 1910 bis heute.

## Erste Republik(1911–1926)
| Nr. | Bild                    | Name (Lebensdaten)                  | Position                               | Amtsbeginn        | Amtsende                      | Partei      | Anmerkungen |
| --- | ----------------------- | ----------------------------------- | -------------------------------------- | ----------------- | ----------------------------- | ----------- | ----------- |
| −   | Teófilo Braga           | Teófilo Braga (1843–1924)           | Präsident der provisorischen Regierung | 5. Oktober 1910   | 24. August 1911               | PRP         | 1. Amtszeit |
| 1   | Manuel José de Arriaga  | Manuel José de Arriaga (1840–1917)  | Präsident                              | 24. August 1911   | 29. Mai 1915                  | PRP/PD      |             |
| −   | Teófilo Braga           | Teófilo Braga (1843–1924)           | Übergangspräsident                     | 29. Mai 1915      | 5. Oktober 1915               | PD          | 2. Amtszeit |
| 2   | Bernardino Machado      | Bernardino Machado (1851–1944)      | Präsident                              | 5. Oktober 1915   | 11. Dezember 1917             | PD          | 1. Amtszeit |
| −   | Sidónio Pais            | Sidónio Pais (1872–1918)            | Vorsitzender des Revolutionären Rates  | 11. Dezember 1917 | 9. Mai 1918                   | Militär/PNR | Putschist   |
| 3   | Sidónio Pais            | Sidónio Pais (1872–1918)            | Präsident                              | 9. Mai 1918       | 14. Dezember 1918 (gestorben) | Militär/PNR | Putschist   |
| −   | João do Canto e Castro  | João do Canto e Castro (1862–1934)  | Übergangspräsident                     | 15. Dezember 1918 | 16. Dezember 1918             | Militär     |             |
| 4   | João do Canto e Castro  | João do Canto e Castro (1862–1934)  | Präsident                              | 16. Dezember 1918 | 5. Oktober 1919               | Militär     |             |
| 5   | António José de Almeida | António José de Almeida (1866–1929) | Präsident                              | 5. Oktober 1919   | 5. Oktober 1923               | PRE         |             |
| 6   | Manuel Teixeira Gomes   | Manuel Teixeira Gomes (1860–1941)   | Präsident                              | 5. Oktober 1923   | 11. Dezember 1925             | PD          |             |
| 7   | Bernardino Machado      | Bernardino Machado (1851–1944)      | Präsident                              | 11. Dezember 1925 | 31. Mai 1926                  | PD          | 2. Amtszeit |

## Zweite Republik (1926–1974)

### Ditadura Nacional(1926–1932)
| Nr. | Bild                              | Name (Lebensdaten)                            | Position           | Amtsbeginn     | Amtsende       | Partei              | Anmerkungen |
| --- | --------------------------------- | --------------------------------------------- | ------------------ | -------------- | -------------- | ------------------- | ----------- |
| −   | José Mendes Cabeçadas Júnior      | José Mendes Cabeçadas Júnior (1883–1965)      | Übergangspräsident | 31. Mai 1926   | 17. Juni 1926  | Militär             |             |
| −   | Manuel de Oliveira Gomes da Costa | Manuel de Oliveira Gomes da Costa (1863–1929) | Übergangspräsident | 17. Juni 1926  | 9. Juli 1926   | Militär             |             |
| −   | António Óscar de Fragoso Carmona  | António Óscar de Fragoso Carmona (1869–1951)  | Übergangspräsident | 9. Juli 1926   | 15. April 1928 | Militär, ab 1930 UN | Putschist   |
| 1   | António Óscar de Fragoso Carmona  | António Óscar de Fragoso Carmona (1869–1951)  | Präsident          | 15. April 1928 | 5. Juli 1932   | Militär, ab 1930 UN | Putschist   |

### Estado Novo(1932–1974)
| Nr. | Bild                             | Name (Lebensdaten)                           | Position           | Amtsbeginn     | Amtsende       | Partei                    | Anmerkungen |
| --- | -------------------------------- | -------------------------------------------- | ------------------ | -------------- | -------------- | ------------------------- | ----------- |
| 1   | António Óscar de Fragoso Carmona | António Óscar de Fragoso Carmona (1869–1951) | Präsident          | 5. Juli 1932   | 18. April 1951 | Militär, UN               |             |
| −   | António de Oliveira Salazar      | António de Oliveira Salazar (1889–1970)      | Übergangspräsident | 18. April 1951 | 9. August 1951 | UN                        |             |
| 2   | Francisco Craveiro Lopes         | Francisco Craveiro Lopes (1894–1964)         | Präsident          | 9. August 1951 | 9. August 1958 | Militär, UN               |             |
| 3   | Américo Tomás                    | Américo Deus Tomás (1894–1987)               | Präsident          | 9. August 1958 | 25. April 1974 | Militär, ab 1968 UN / ANP |             |

## Dritte Republik(ab 1974)
| Nr. | Bild                           | Name (Lebensdaten)                   | Position                                   | Amtsbeginn         | Amtsende                     | Partei       |
| --- | ------------------------------ | ------------------------------------ | ------------------------------------------ | ------------------ | ---------------------------- | ------------ |
| −   | António de Spínola             | António de Spínola (1910–1996)       | Präsident der Junta der Nationalen Rettung | 25. April 1974     | 15. Mai 1974                 | Militär, MFA |
| 1   | António de Spínola             | António de Spínola (1910–1996)       | Präsident                                  | 15. Mai 1974       | 30. September 1974           | Militär, MFA |
| 2   |                                | Francisco da Costa Gomes (1914–2001) | Präsident                                  | 30. September 1974 | 14. Juli 1976                | Militär, MFA |
| 3   | António Ramalho Eanes          | António Ramalho Eanes (* 1935)       | Präsident                                  | 14. Juli 1976      | 9. März 1986                 | Militär, PRD |
| 4   | Mário Soares                   | Mário Soares (1924–2017)             | Präsident                                  | 9. März 1986       | 9. März 1996                 | PS           |
| 5   | Jorge Sampaio                  | Jorge Sampaio (1939–2021)            | Präsident                                  | 9. März 1996       | 9. März 2006                 | PS           |
| 6   | Aníbal Cavaco Silva            | Aníbal Cavaco Silva (* 1939)         | Präsident                                  | 9. März 2006       | 9. März 2016                 | PSD          |
| 7   | Marcelo Rebelo de Sousa (2017) | Marcelo Rebelo de Sousa (* 1948)     | Präsident                                  | 9. März 2016       | amtierend (bis 9. März 2026) | PSD          |